# Gallotiinae
Gallotiinae was een onderfamilie van hagedissen uit de familie echte hagedissen (Lacertidae). De groep wordt tegenwoordig niet meer erkend. 
Traditioneel behoorden de volgende geslachten tot deze onderfamilie:
- Geslacht Gallotia
- Geslacht Zandlopers (Psammodromus)